# Blasone (letteratura)
Viene definito blasone, in letteratura, un piccolo componimento in versi che consiste nel descrivere, in modo dettagliato, le caratteristiche e le qualità di un oggetto o, più frequentemente, una parte del corpo femminile, atta a omaggiare le qualità del soggetto trattate.
L'iniziatore di questa pratica è Clément Marot, che nel 1534 fa recapitare presso la corte di Ferrara, alla duchessa Renata di Francia, il primo blasone, intitolato Du Beau Tétin, omaggio ai seni della ricevente.
Prendendo spunto dal blasone, gli artisti dell'epoca rinascimentale creano il controblasone, sempre una composizione in versi, ma nel quale gli autori si prendono gioco delle bruttezze del corpo.